# Garmin
Garmin Ltd., is een Amerikaanse multinational, die juridisch is gevestigd in Zwitserland maar het hoofdkantoor heeft in Olathe (Kansas). Het is een van de grootste fabrikanten van gps-apparaten ter wereld.
In 1989 werd het bedrijf opgericht in Lenexa (Kansas), onder de toenmalige naam "ProNav". De huidige naam Garmin is een acroniem van de voornamen van de oprichters, Gary Burrell en Min Kao.

## Historie

### Oprichting en groei
In 1983 trok Gary Burrell Min Kao aan van defensieaannemer Magnavox terwijl hij voor het voormalige King Radio werkte. Ze richtten Garmin op in 1989 in Lenexa, Kansas, als "ProNav". Het eerste product van ProNav was een gps-toestel dat verkocht werd voor 2500$. Het bedrijf werd later omgedoopt tot "Garmin". In 1991 werd het Amerikaanse leger hun eerste klant.
In 1995 bedroeg de omzet van Garmin 105 miljoen dollar en maakte het bedrijf 23 miljoen dollar winst. In 1999 bedroeg de omzet 233 miljoen dollar en de winst 64 miljoen dollar. Garmin rapporteerde in 2006 een totale omzet van 1,77 miljard dollar, een stijging van 73% ten opzichte van 1,03 miljard dollar in 2005.
In 2000 had Garmin drie miljoen gps-toestellen verkocht en produceerde het bedrijf 50 verschillende modellen. De producten werden verkocht in 100 landen en werden verkocht door 2.500 onafhankelijke distributeurs. Op 22 augustus 2000 bezat het bedrijf 35 patenten op gps-technologie. Eind juni 2000 had het bedrijf 1.205 mensen in dienst: 541 in de Verenigde Staten, 635 in Taiwan en 29 in het Verenigd Koninkrijk. In april 2018 lanceerde Garmin Connect IQ 3.0 samen met nieuwe apps: MySwim Pro, Yelp, Trailforks en iHeartRadio. In mei 2018 ging Garmin een samenwerking aan met de University of Kansas Medical Center om slaapapneu en atriumfibrillatie aan te pakken.

### Openbaar aanbod
Het bedrijf begon op 8 december 2000 met de openbare handel op NASDAQ. Op dat moment bezat Burrell 19.911.155 aandelen. Kao bezat 20.352.803 aandelen. Samen waren hun belangen goed voor 45 procent van de aandelen van het bedrijf. De broer van Kao, Ruey-Jeng Kao, een advocaat in Taipei, bezat nog eens 7.984.109 aandelen, die samen met de aandelen van Burrell en Kao 54,22 procent van de uitstaande aandelen vormden.

### Tacx
Tacx is een bedrijf dat zich vooral bezig houdt met het maken van fietstrainers. Het in Wassenaar gevestigde Tacx heeft een distributiecentrum in Duitsland. Dit bedrijf werd in 2019 gekocht door Garmin. De circa 200 werknemers van Tacx gingen allemaal over naar Garmin. Voor Tacx was deze overname een mooie mogelijkheid om de groeiende markt van de fietstrainers verder te benutten.

## Producten
Garmin maakt navigatieapparatuur voor onder meer het wegverkeer, fietsers, wandelaars, luchtvaart en scheepvaart. Ook richt het bedrijf zich sinds het begin van de 21e eeuw op het produceren van sporthorloges.

### Wegverkeer
Garmin produceert navigatiesystemen voor verschillende voertuigen op de weg zoals: personenauto's. vrachtwagens en motorfietsen. De wegenkaart op deze toestellen is afkomstig van Here Technologies. Sommige navigatiesystemen hebben de mogelijkheid om verkeersinformatie te ontvangen via het Traffic Message Channel. Dit gebeurt via FM of DAB+. Garmin heeft diverse samenwerkingsverbanden met dienstverleners die verkeersinformatie aan de toestellen leveren, die zij ontvangen via DAB+. In Duitsland is dit Here Technologies en in Nederland en België BeMobile. Door het koppelen van een smartphone zijn sommige navigatiesystemen in staat om verkeersinfo via het internet te verkrijgen. Deze verkeersinformatie is afkomstig van Here Technologies. Deze informatie is uitgebreider en accurater dan via DAB+. De informatie over snelheidscontroles zoals flitspalen is afkomstig van het Britse bedrijf Cyclops.
Garmin gebruikt op een aantal toestellen diverse functies om het navigeren te verduidelijken. Zo wordt vlak voor splitsingen op hoofd- en snelwegen een foto getoond van de daadwerkelijke situatie met de juiste richting die men moet volgen. Ook worden op kruispunten herkenningspunten genoemd zoals verkeerslichten, verkeersborden of een opvallend gebouw. Al deze functies zijn afkomstig van Here Technologies.

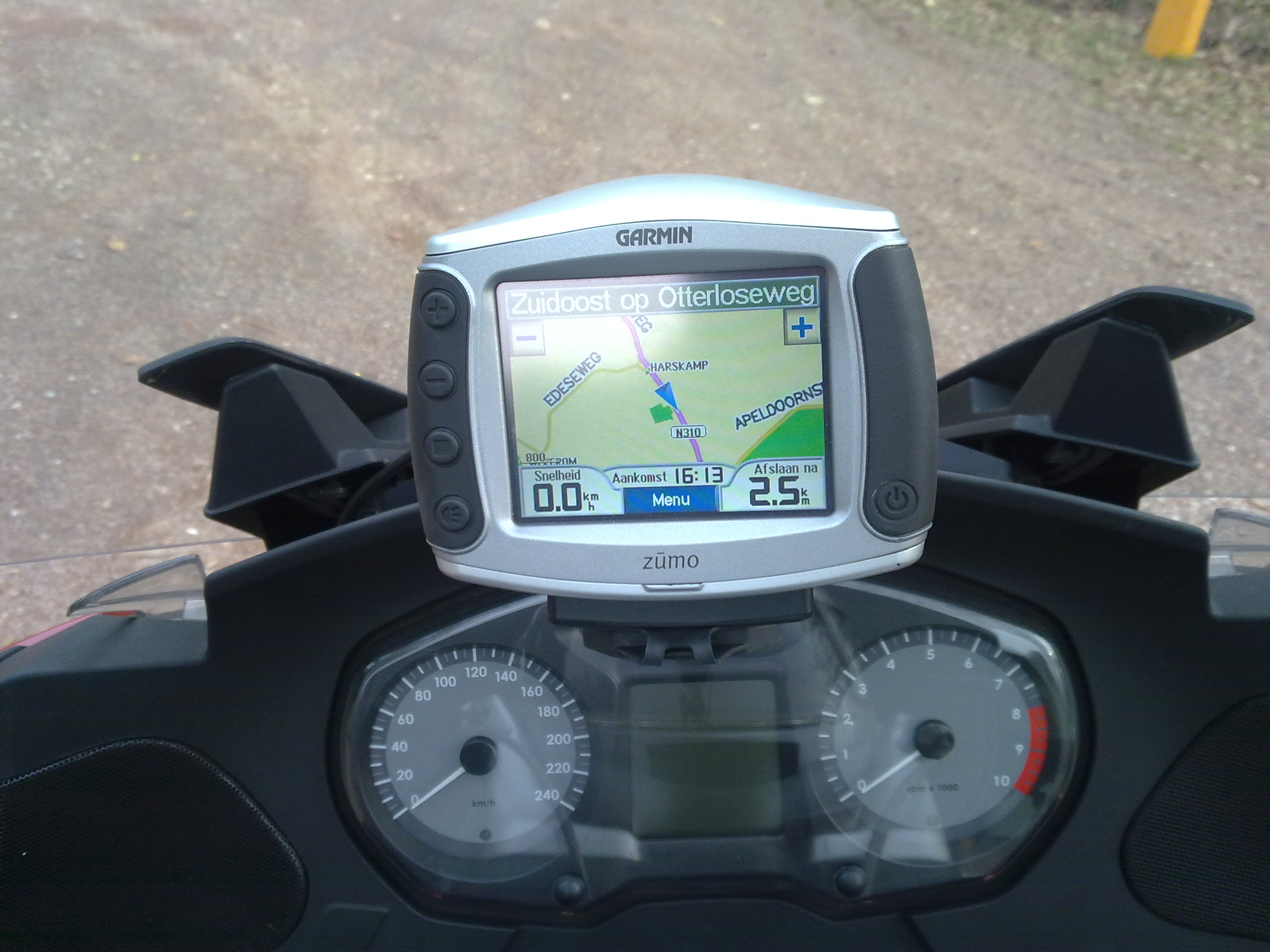
Garmin Zümo op een BMW R1200RT-motorfiets.
Verkeersinformatie via TMC.
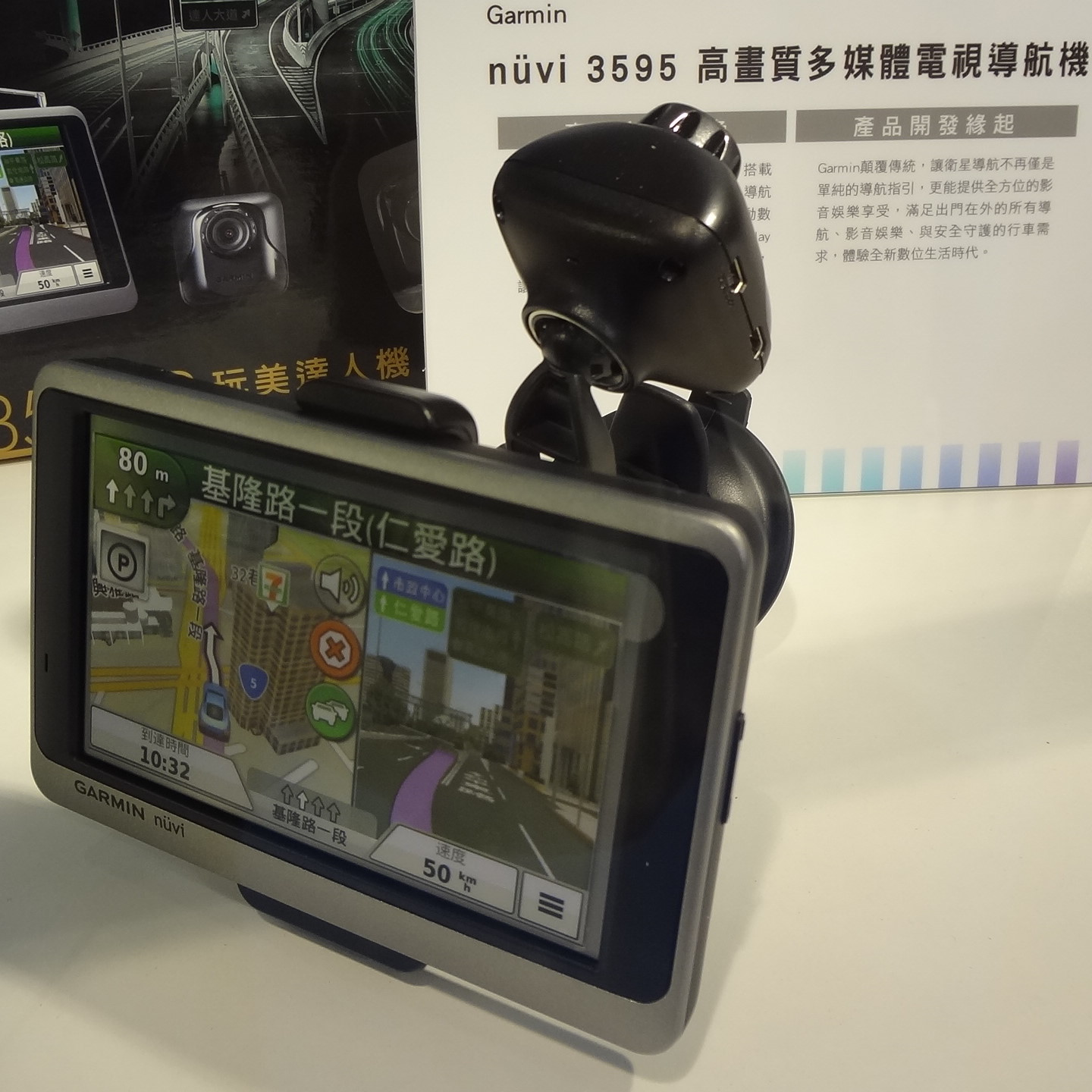
Navigatiesysteem uit de Nüvi-serie. Met rechts in het scherm "PhotoRealView".
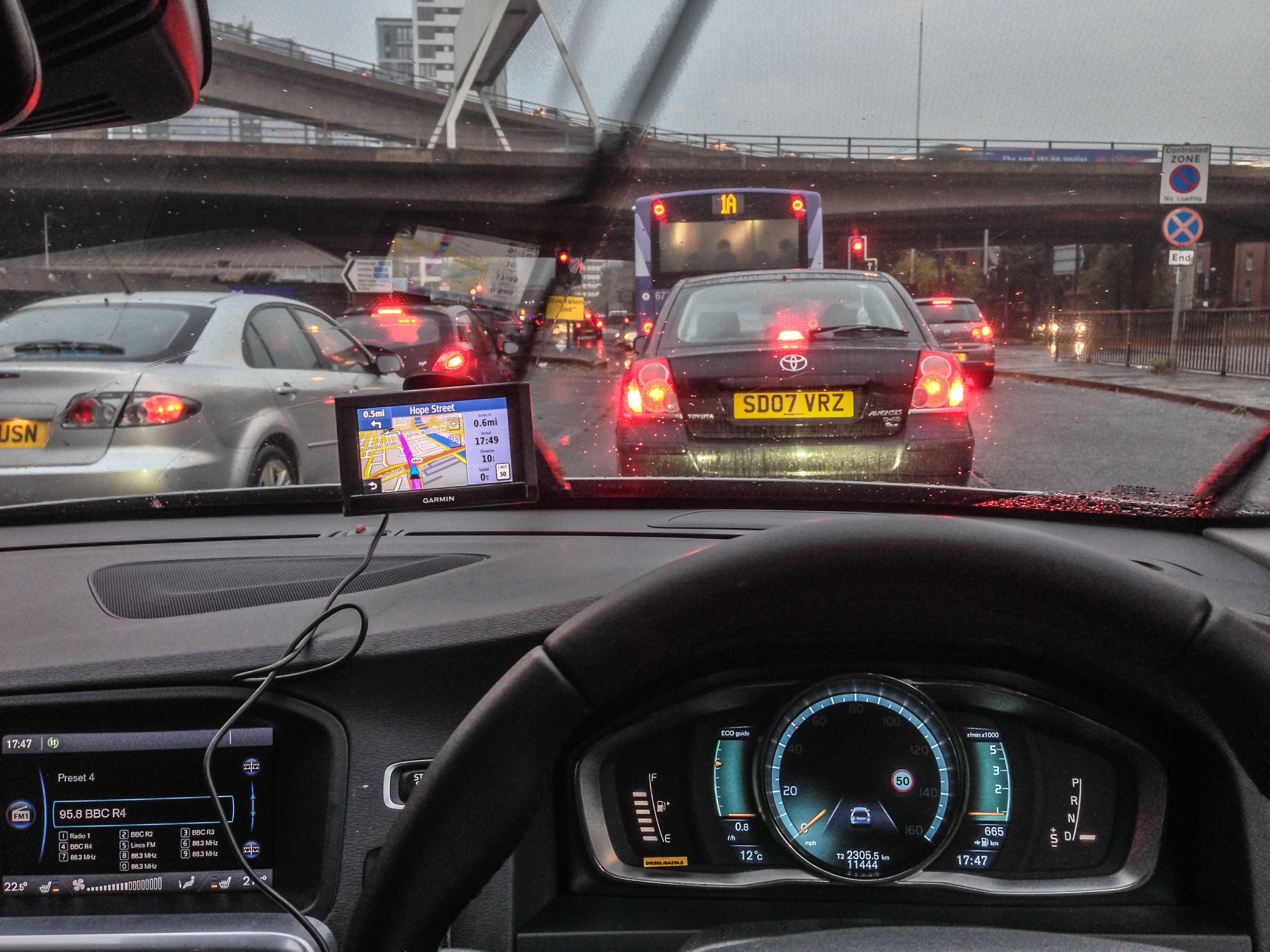
Autonavigatie in gebruik; 2013

### Fietsen en wandelen
Garmin produceert ook gps-systemen die geschikt zijn voor wandelen en fietsen. De kaarten op deze navigatiesystemen zijn afkomstig van OpenStreetMap.